# Orla Larsen
Orla Larsen (født 1915) var en dansk atlet. Han var medlem af AIK Ålborg og vandt fem danske mesterskaber i trespring

## Danske mesterskaber
- Sølv 1944 Trespring 13,51
- Guld 1943 Trespring 13,93
- Sølv 1942 Trespring 13,50
- Guld 1941 Trespring 13,14
- Guld 1940 Trespring 13,86
- Guld 1939 Trespring 14,43
- Guld 1938 Trespring 13,95
- Bronze 1938 Længdespring 6,58
- Sølv 1937 Trespring 13,91

## Personlig rekord
- Trespring: 14,47 1939